# Protector M151

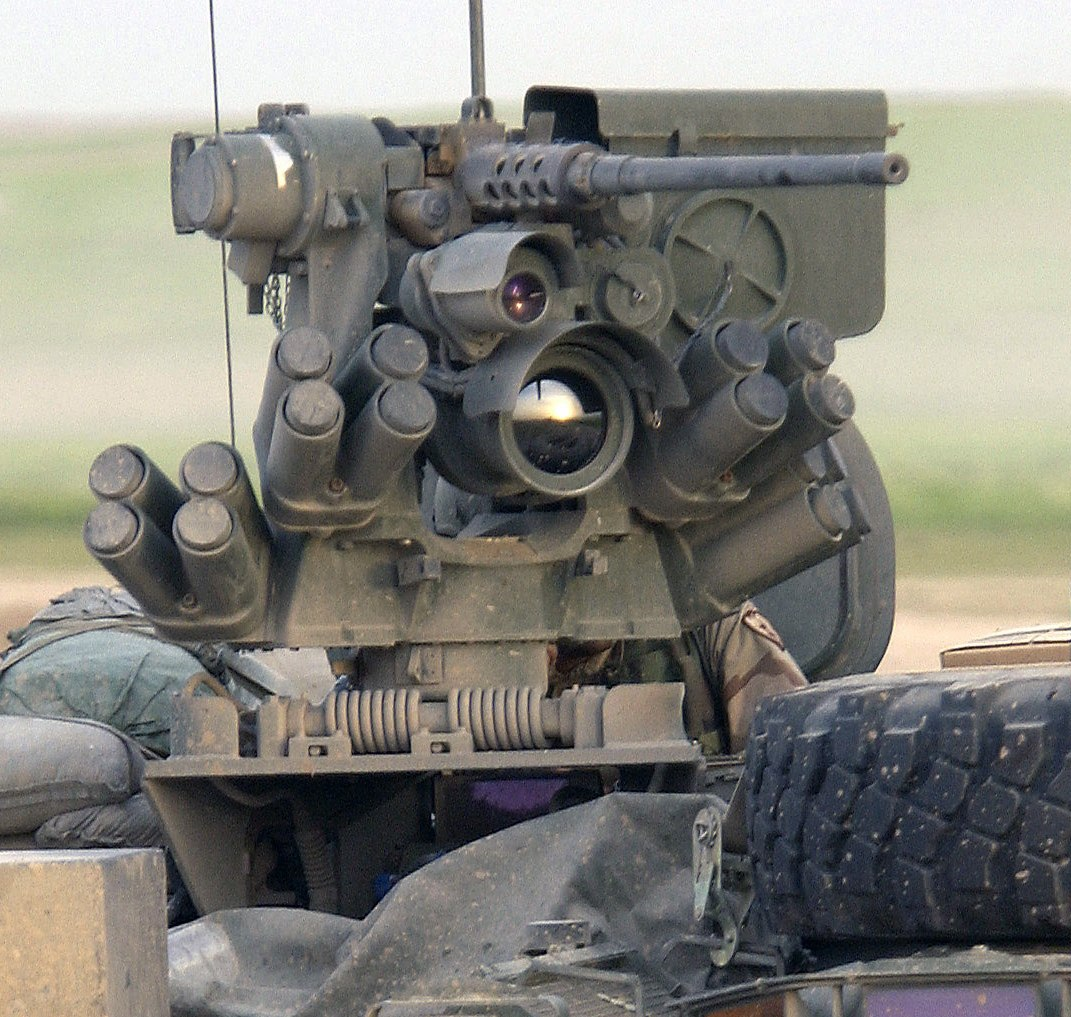
Un Protector M151 sur un véhicule blindé Stryker (version avec une mitrailleuse Browning M2).

Le Protector M151 est un tourelleau téléopéré fabriqué par Kongsberg Defence & Aerospace en Norvège et Thales Group en France depuis décembre 2001. Il met le plus souvent en œuvre une mitrailleuse lourde mais peut accueillir une large gamme d'armements allant du fusil-mitrailleur léger au lance-missiles antichars.

## Conception
Le Protector a été un véritable succès à l'export, 23 pays ont acquis ce système pour leurs forces armées. En 2020, Kongsberg a livré sa 20 000 ème station d'armes dont plus de 17 000 ont été exportées aux États-Unis. Au cours de son histoire le système a connu de nombreuses modifications et plusieurs variantes ont été développées pour répondre aux besoins des clients. Kongsberg a intégré au fil des années de nombreux types d'arme au Protector et a également amélioré les optiques de visée. Des variantes spéciales ont aussi été créées comme la "Sea Protector" conçu pour être installée sur des navires. Cette variante dispose d'une vitesse de balayage plus élevée ainsi que des élévations négative et positive plus importantes. 
Le système est constitué d'une plateforme de tir stabilisée, d'un système de conduite de tir et d'un joystick. Plusieurs armes peuvent être montées sur la plateforme, notamment :
- mitrailleuse lourde Browning M2 de calibre (12,7 × 99 mm OTAN)
- mitrailleuses polyvalentes M240 (en)/FN MAG (7,62 × 51 mm Otan)
- mitrailleuses légères M249/FN Minimi de calibre (5,56 × 45 mm Otan)
- lance-grenades automatique MK19 (grenade de 40 mm)
- lance-grenades automatique H&K GMG (même format de grenades)
- lance-grenades automatique XM307 Advanced Crew Served Weapon (projet abandonné)
- lance-missiles antichars Javelin
- lance-missiles antichars à guidage laser Hellfire[5] (au prix d'une modification de la plate-forme de tir)

Le système possède aussi 4 lance-grenades fumigènes M6. Sans les armes et les munitions, ses caractéristiques sont les suivantes :
- Masse : 135 kg
- Hauteur : 749 mm
- Température d'utilisation : -46 à +65 °C
- Température de stockage : -51 à +71 °C.

## Utilisateurs
- Australie – véhicule ASLAV PC (en)
- Canada – véhicule RG-31, TAPV (en)

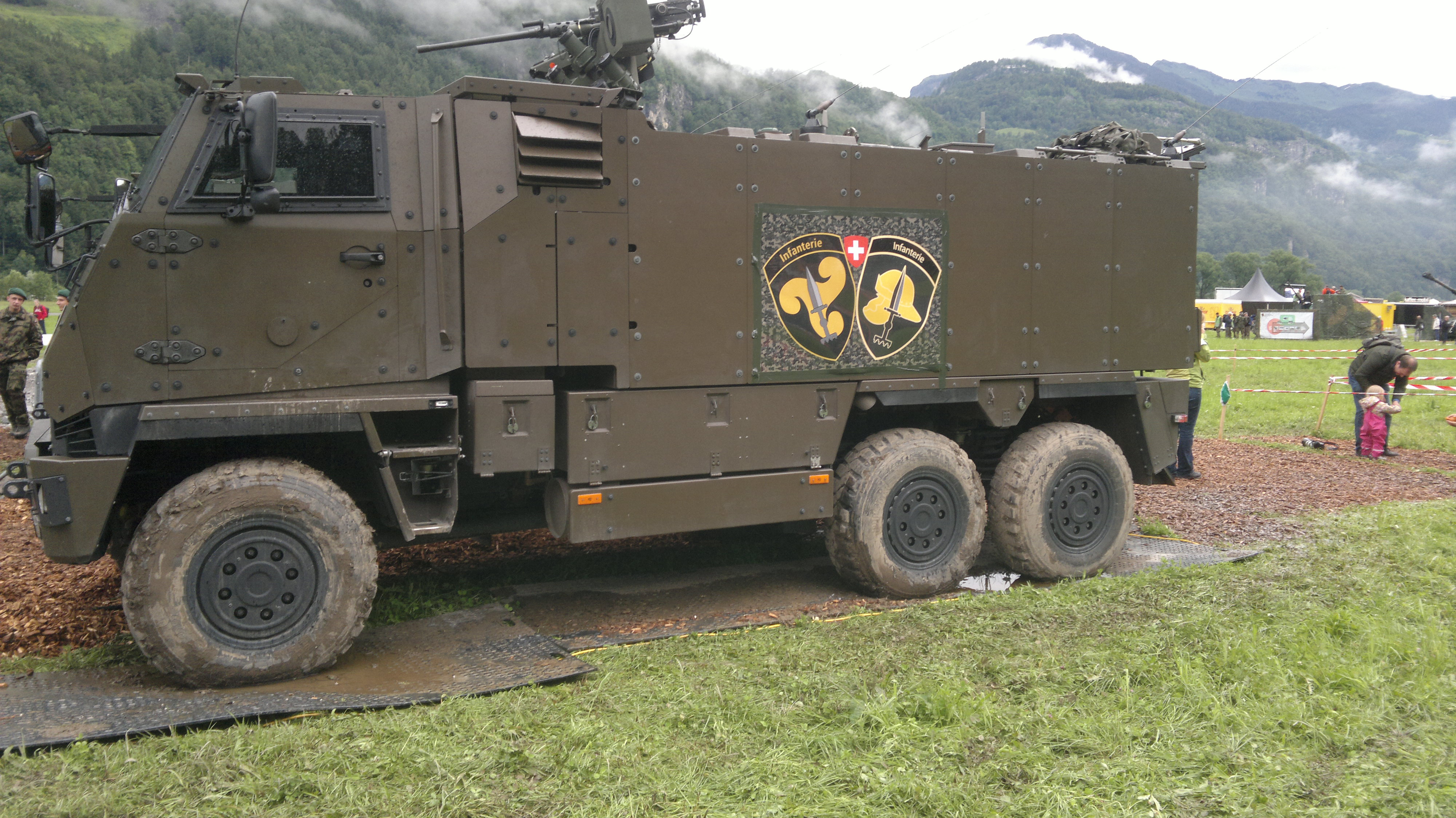
Un M151 Protector sur un véhicule de transport de troupes GMTF (Suisse).

- Croatie - Patria AMV : achat initial de 7 ou 8 en 2008, contrat ferme de l'armée croate en 2010 pour 115 unités équipées de calibre 12.7mm (deux lots de 57 et 58 unités livrés en 2011 et 2013), plus un premier lot de 16 unités en 30mm RWS livrable en 2014 et 2015. Commande totale de 48 unités en 30mm et plus de 324 unités en 12.7mm pour divers véhicules blindés de l'armée croate[7].
- États-Unis – Stryker, M1A2 Abrams et beaucoup d'autres véhicules
- Finlande – véhicule Patria AMV
- France – Renault VAB
- Inde - TATA Kestrel (en)
- Irlande – Mowag Piranha IIIH CRV et RG-32M LTV (en)
- Luxembourg – véhicule Dingo 2
- Norvège – famille CV90 (Protector Nordic), NM205F3 APC (Protector NM221), Iveco LMV (Protector Lite), frégates de Classe Nansen (Sea Protector) et corvettes de Classe Skjold (Sea Protector)
- Pays-Bas – Boxer
- Portugal – Pandur II (en)
- Royaume-Uni  - véhicules Mastiff en Irak et en Afghanistan
- Slovénie - Patria AMV
- Suisse – Char de commandement Piranha I, Mowag Duro IIIP (GMTF) et Canot-patrouilleur 16.
- Suède - Sisu Pasi, Patria AMV, système d'artillerie Archer, RG-32M
- Tchéquie – Iveco LMV

## Galerie

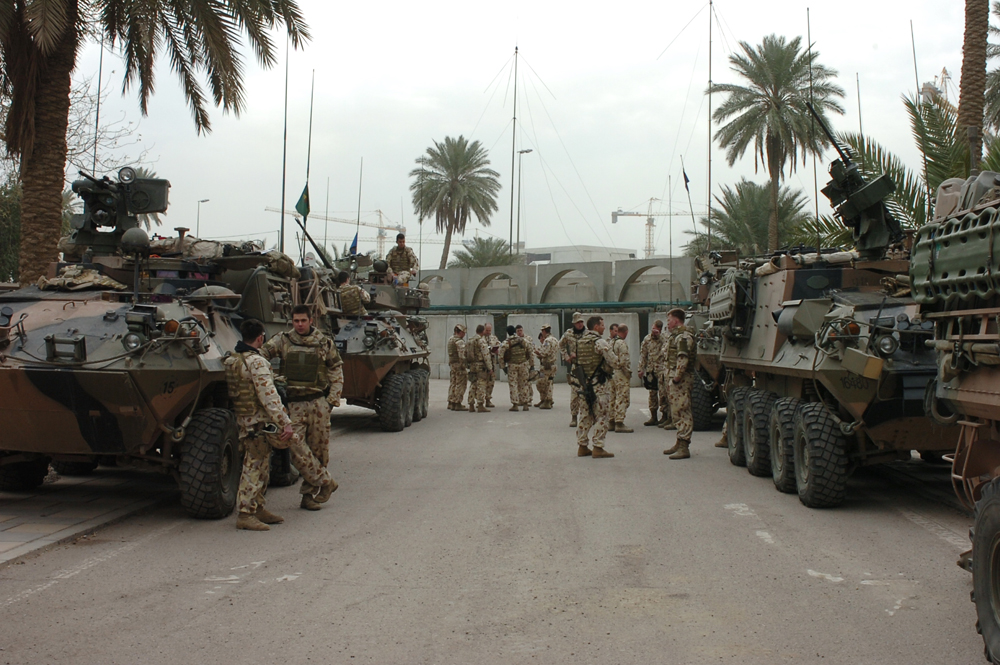
Des ASLAV PC (en) australiens en Irak (2007).
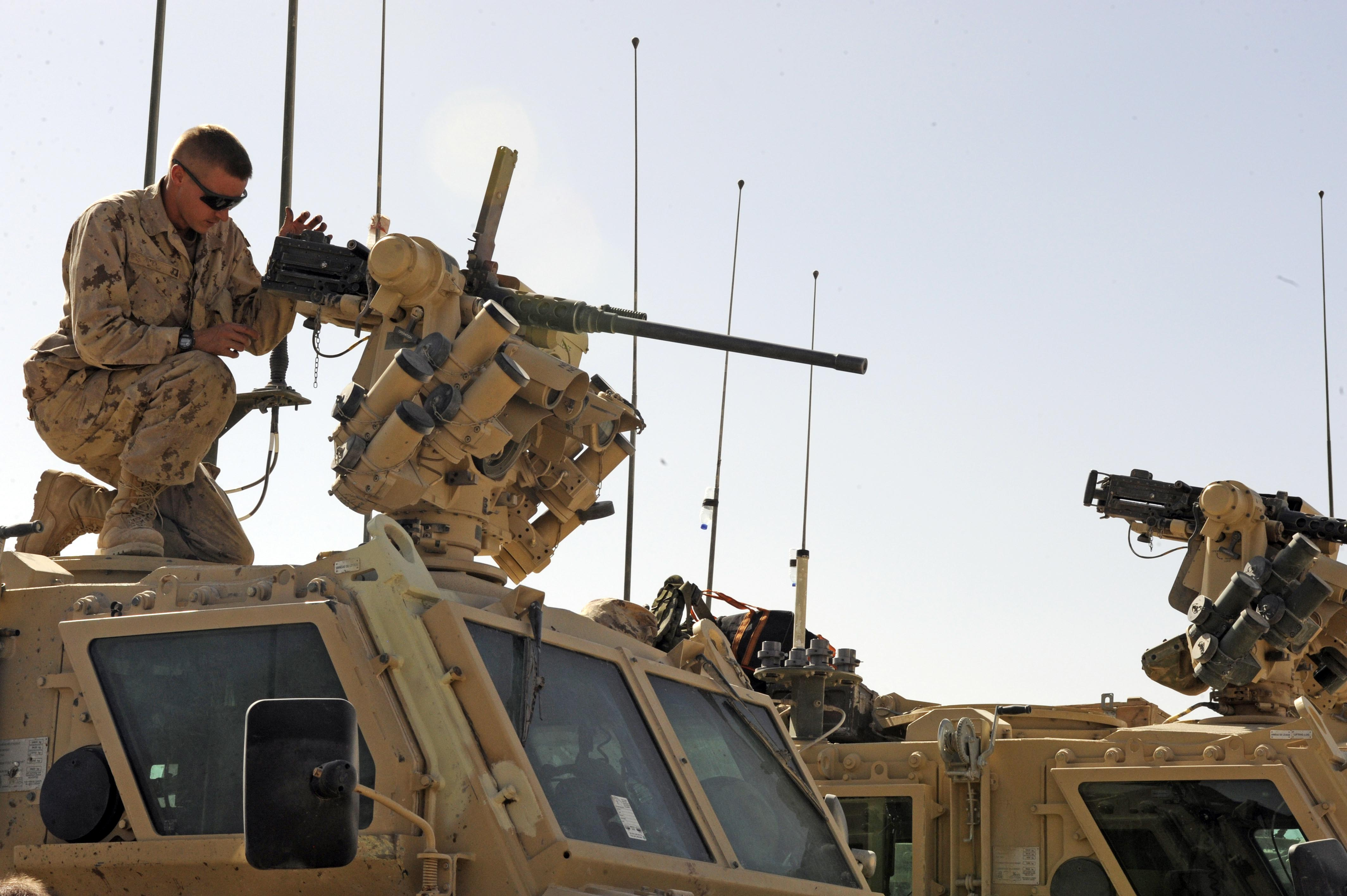
Détail de RG-31 canadiens en Afghanistan (2008).
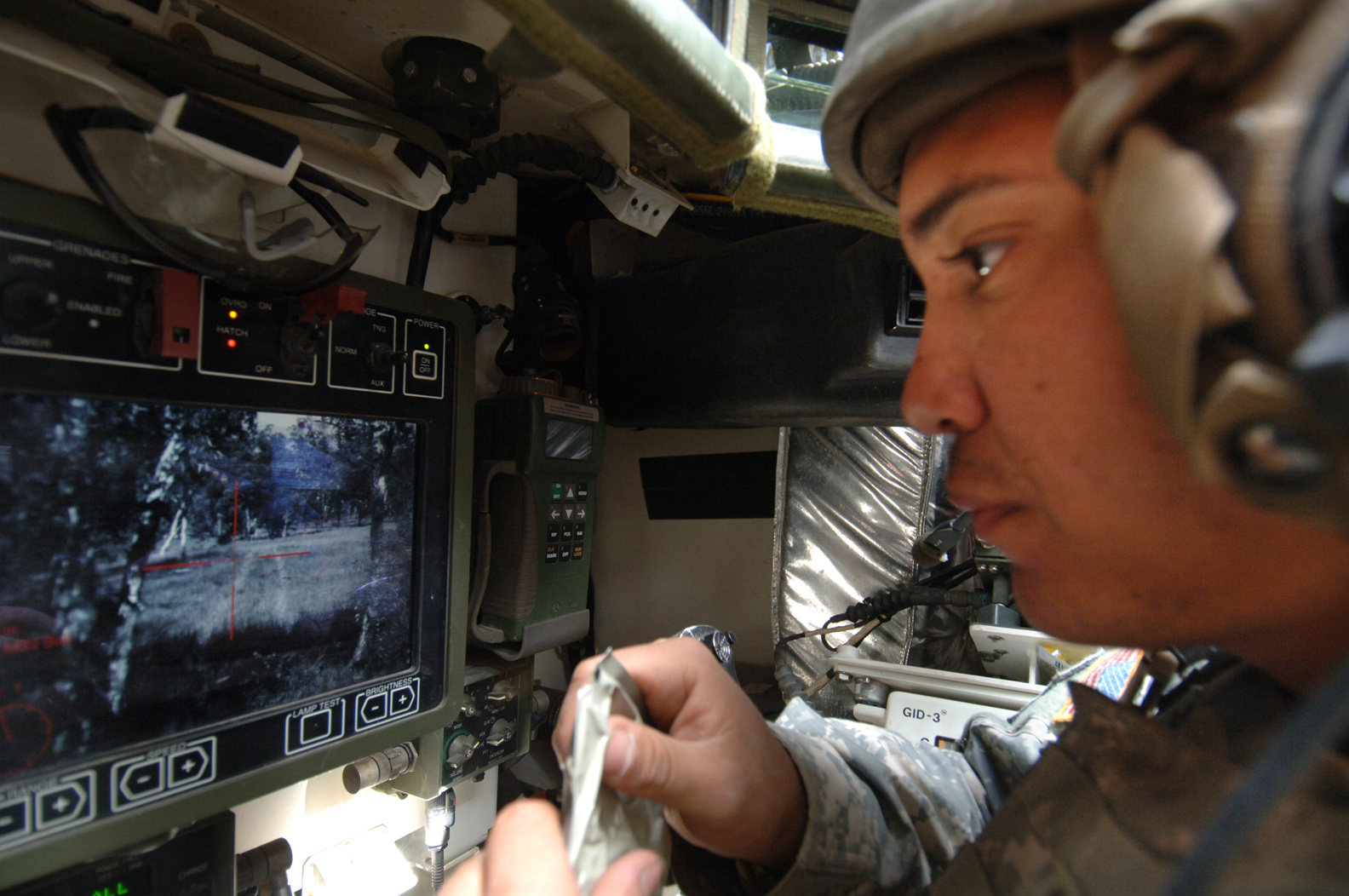
Poste de contrôle d'un M151 à l'intérieur d'un Stryker ICV.
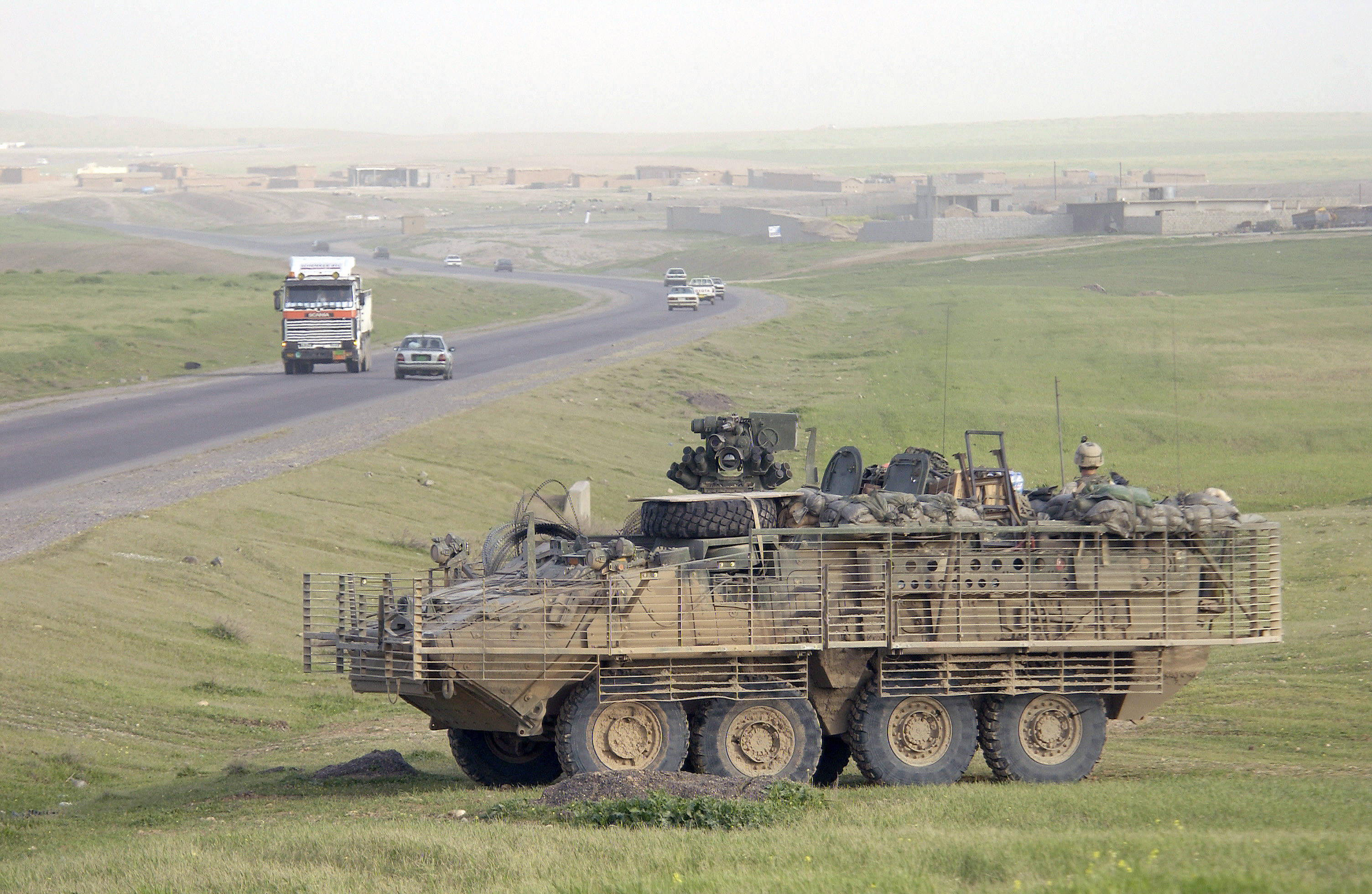
Stryker ICV de la 25e division d'infanterie américaine en patrouille en Irak (2005).
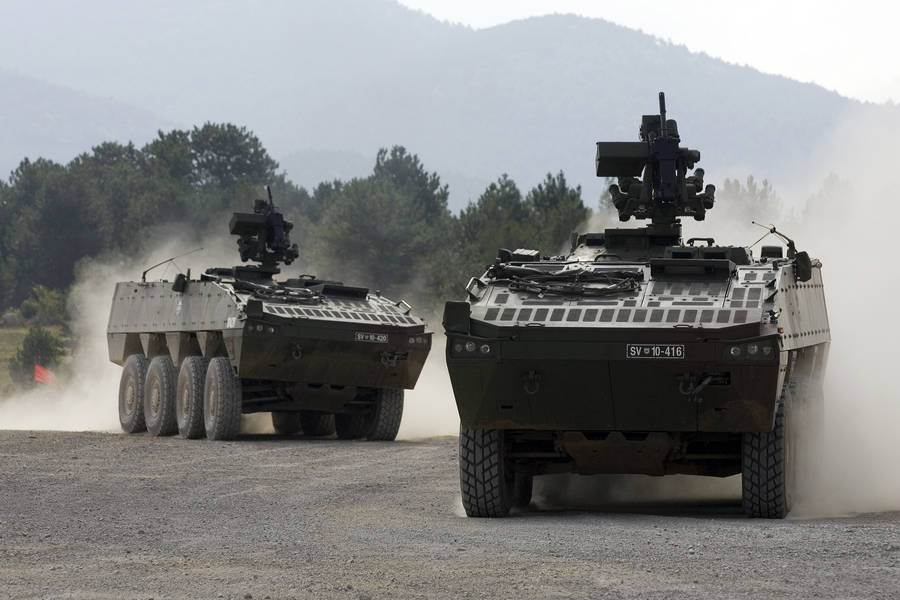
Deux Patria AMV slovènes avec un lance-grenades automatique Mk 19 de 40 mm.
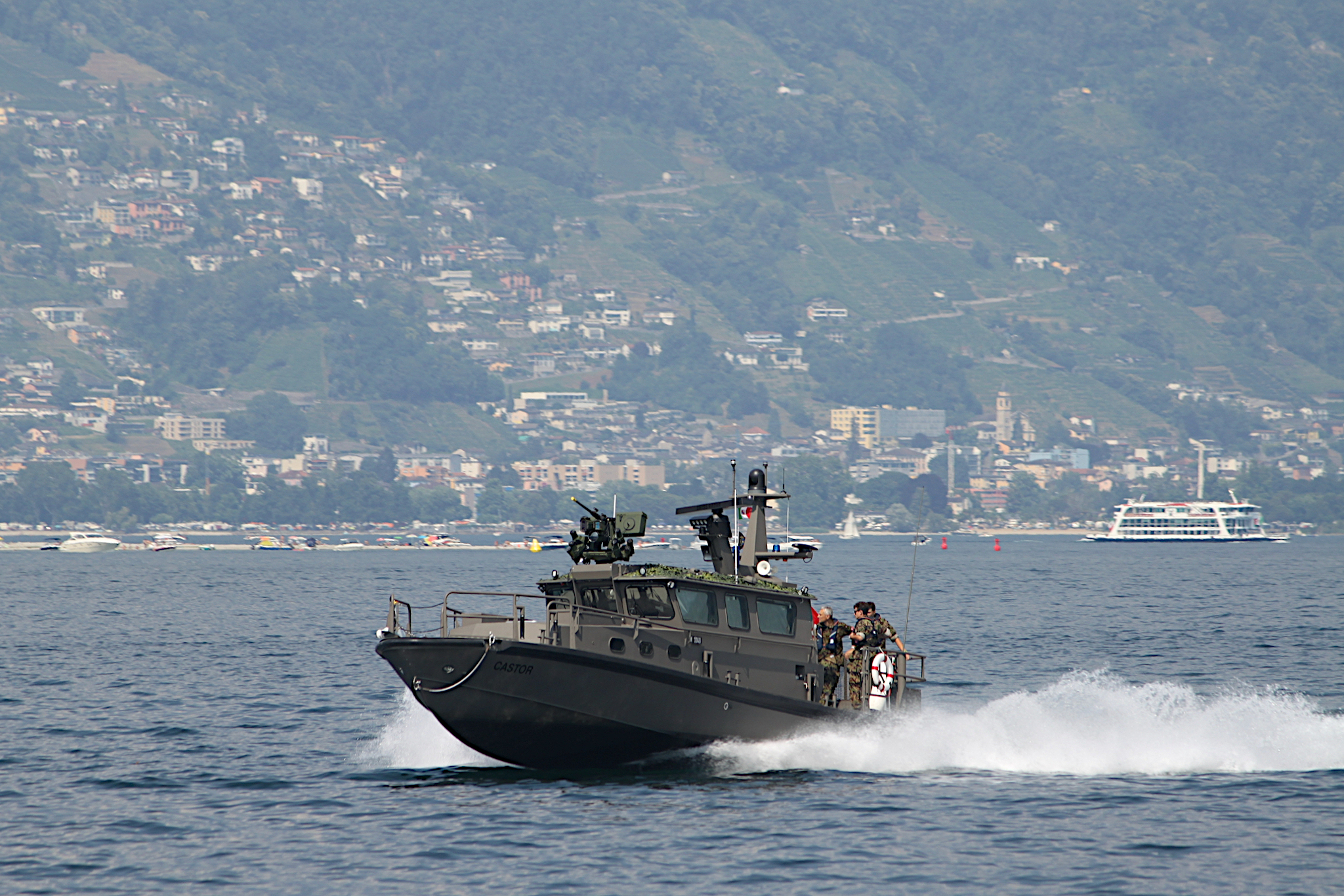
canot-patrouilleur 16 équipé du Protector